# AN Railway
Die AN Railway ist eine US-amerikanische Eisenbahngesellschaft im Güterverkehr, die sich im Besitz von Genesee and Wyoming (G&W) befindet. Sie betreibt eine Bahnstrecke im Florida Panhandle zwischen Port St. Joe und Chattahoochee mit einem kurzen Abzweig nach Apalachicola. Die Streckenlänge beträgt 154 Kilometer, wovon allerdings nur die rund 64 km von Telogia bis Chattahoochee genutzt werden.

## Geschichte
1907 wurde die Bahnstrecke durch die Apalachicola Northern Railroad von Chattahoochee nach Apalachicola erbaut. Somit ergab sich in Chattahoochee ein Anschluss an die Hauptstrecke von Jacksonville nach Pensacola (damals östlich von Chattahoochee durch die Seaboard Air Line Railroad und westlich davon durch die Louisville and Nashville Railroad betrieben). 1910 eröffnete die Apalachicola Northern Railroad eine Verlängerung von Apalachicola nach Port St. Joe.
Am 1. September 2002 übernahm die AN Railway die Strecke samt betriebsnotwendiger Anlagen zur Miete von der St. Joe Company, dem Eigentümer der Apalachicola Northern Railroad. Zugleich erwarb die AN Railway vom bisherigen Streckenbetreiber sechs Lokomotiven und 148 Güterwagen. Im Antrag des Betreiberwechsels beim Surface Transportation Board kündigte die Bahngesellschaft an, weiterhin zwei Güterzugfahrten pro Woche und Richtung sowie bedarfsweise zusätzliche Fahrten durchzuführen. Bei Betriebsaufnahme beschäftigte die AN Railway sechs Mitarbeiter. Das Unternehmen war speziell zur Übernahme der Apalachicola Northern Railroad durch die Rail Management Corporation (RMC), deren Tochterfirma Rail Partners und RMC-CEO K. Earl Durden gegründet worden.
Mit dem Erwerb aller Bahngesellschaften der Rail Management Corporation durch Genesee and Wyoming (G&W) wechselte auch die AN Railway zum 1. Juni 2005 in den Besitz der G&W. Der Mietvertrag zwischen der St. Joe Company und der AN Railway bzw. G&W wurde Ende 2008 mit zehnjähriger Laufzeit erneuert. Er enthält drei weitere Verlängerungsoptionen um je zehn Jahre und wurde entsprechend 2018 erneut verlängert.
Die AN Railway nutzt nur die nördlichen 64 km der 156 km langen Strecke, während der südliche Abschnitt mit Schließung des Arizona-Chemical-Werks in Port St. Joe im Juli 2009 nahezu den gesamten Güterverkehr verlor und inzwischen mit Infrastrukturschäden gesperrt ist. Das von lokalen Counties getragene Apalachee Regional Planning Council stellte 2017 Planungen für die Gulf to Gadsden Freight Logistics Zone in den Counties Gadsen, Liberty, Franklin und Gulf vor, mit der sowohl der seit Anfang der 1990er-Jahre ungenutzte Hafen in Port St. Joe wieder reaktiviert als auch die Infrastruktur der Apalachicola Northern Railroad saniert und erweitert werden soll.

## Infrastruktur
Die durch AN Railway von der St. Joe Company gemietete Bahnstrecke führt über 154 km (96 Meilen) von Port St. Joe nach Chattahoochee, das an der in Ost-West-Richtung verlaufenden Strecke von Baldwin (bei Jacksonville) über Tallahassee nach Pensacola liegt. Die Hauptstrecke wird seit 1. Juni 2019 von der Florida Gulf & Atlantic Railroad betrieben und war zuvor eine Verbindung der CSX Transportation.
An der Strecke liegen ausgehend von Port St. Joe die Zwischenstationen Apalachicola (an einer kurzen, über ein Gleisdreieck angebundenen Stichstrecke), Borrow Pit und Beverly (beide etwa 46 km von Port St. Joe), Sumatra, Wilma, Vilas, Telogia, Hosford, Greensboro und Hardaway. Die gesamte Gleislänge, d. h. die 154 km eingleisige Strecke, der Abzweig nach Apalachicola und alle Bahnhofs- und sonstigen Nebengleise zusammen, umfasst 185 km (115 Meilen).
Die AN Railway nutzt nur den etwa 64 km langen Streckenabschnitt von Telogia nach Chattahoochee. Südlich von Telogia ist die Strecke außer Betrieb. Zur Wiederherstellung der Befahrbarkeit sind umfangreiche Reparaturen an der Brücke über den Apalachicola River nahe Apalachicola sowie die Instandsetzung verschiedener kleinerer Brücken im Liberty County nötig.